# NGC 5410
NGC 5410 é uma galáxia espiral barrada (SB?) localizada na direcção da constelação de Canes Venatici. Possui uma declinação de +40° 59' 17" e uma ascensão recta de 14 horas, 00 minutos e 54,5 segundos.
A galáxia NGC 5410 foi descoberta em 9 de Abril de 1787 por William Herschel.